# Andrea Fischer (Politikerin, 1961)
Andrea Fischer (* 29. Mai 1961 in Essen) ist eine deutsche Politikerin (CDU). Von 2008 bis Dezember 2017 war sie Staatssekretärin im Sächsischen Staatsministerium für Soziales. Zuvor war sie seit 2002 als Staatssekretärin in zwei anderen sächsischen Ministerien und in der Staatskanzlei tätig.

## Leben
Nach dem Abitur in Essen absolvierte Fischer bis 1984/1985 ein Studium der Rechtswissenschaft an der Universität Bayreuth, es folgten das Referendariat und 1987 das zweite juristische Staatsexamen. Von 1987 bis 1990 war Fischer als wissenschaftliche Mitarbeiterin an der Universität Bayreuth tätig und unternahm in dieser Zeit einen sechsmonatigen Forschungsaufenthalt in Malawi.
1990 trat sie in den Dienst der Bezirksregierung Oberfranken ein und wurde als Rechtsberaterin an das Landratsamt Plauen delegiert. Im Frühjahr 1991 wurde Fischer Referatsleiterin im neu gebildeten Regierungspräsidium Dresden zuständig für Kommunalaufsicht und Sparkassenaufsicht. Im November desselben Jahres wurde Fischer vom Kreistag Kamenz zur Landrätin im Landkreis Kamenz gewählt und bei der Urwahl im Dezember 1995 in diesem Amt bestätigt.

## Politik
Fischer ist Mitglied der CDU. Am 15. Juli 2002 wurde sie zur Staatssekretärin im Sächsischen Staatsministerium für Wirtschaft und Arbeit ernannt. Nach der Landtagswahl 2004 und der Bildung einer schwarz-roten Landesregierung ging dieses Ressort an die SPD. Fischer, eine Vertraute von CDU-Ministerpräsident Georg MiIlbradt, wechselte als Staatssekretärin zunächst in die Sächsische Staatskanzlei, im Oktober 2007 dann ins Sächsische Staatsministerium des Innern. Mit dem Amtsantritt von Ministerpräsident Stanislaw Tillich wurde Fischer zum 18. Juni 2008 Staatssekretärin im Sozialministerium und löste dort Albert Hauser ab, der in den einstweiligen Ruhestand versetzt wurde. Bei der Kabinettsbildung im Dezember 2017 des neuen sächsischen Ministerpräsidenten Michael Kretschmer wurde Fischer als Staatssekretärin durch Regina Kraushaar ersetzt und in den einstweiligen Ruhestand versetzt.
Bei der Landtagswahl in Sachsen 2004 war Fischer Direktkandidatin der CDU im Wahlkreis Hoyerswerda, konnte sich jedoch nicht gegen Dietmar Jung (PDS) durchsetzen.